# Museu de São Carlos

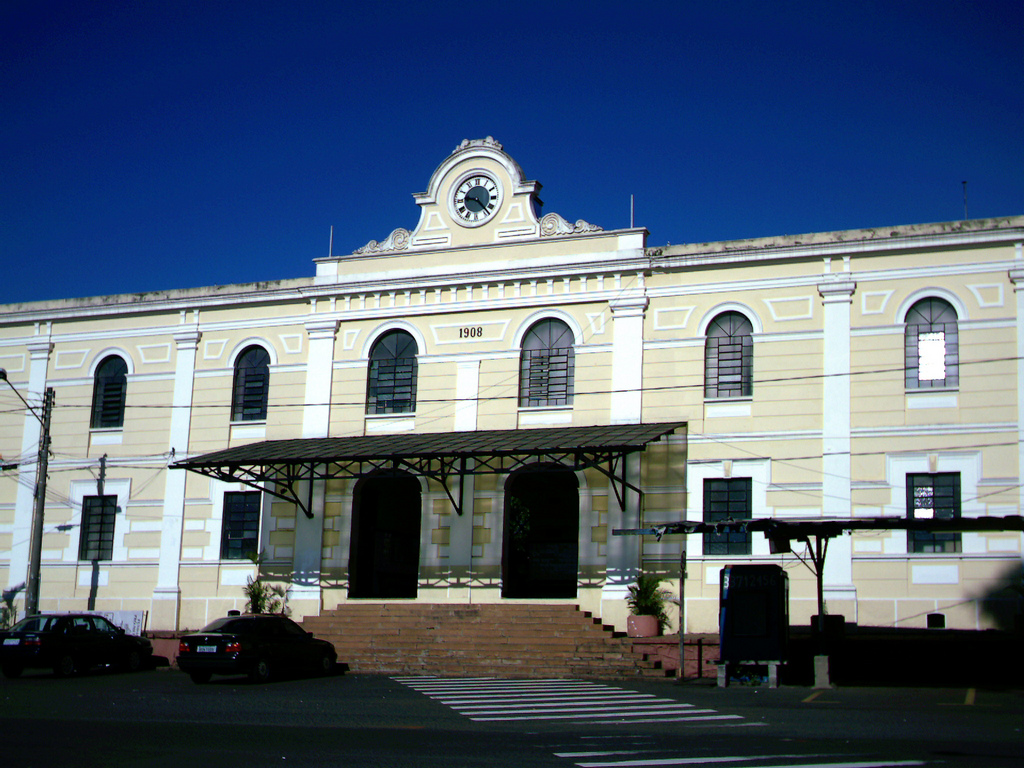
Fachada da antiga Estação Ferroviária de São Carlos, que hoje abriga o museu.

O Museu Histórico e Pedagógico Cerqueira César, hoje denominado Museu de São Carlos, localiza-se na cidade de São Carlos, no estado de São Paulo, Brasil. Criado em 1951, e inaugurado em 1957, o Museu  conta com mais de 7.000 itens em seu acervo relativos à cidade de São Carlos e seus moradores, dentre estes a réplica de uma carruagem nos moldes da  utilizada por Dom Pedro II quando visitou a cidade em 1886.
Atualmente, é apresentada a exposição "Laborar: Trabalho e Ofícios em São Carlos". A exibição oferece uma visão abrangente do panorama laboral na cidade, exibindo uma variada coleção de objetos que destacam os ofícios locais, empresas e trabalhadores que desempenharam papéis significativos para o município. A exposição destaca ainda as narrativas e contribuições dos diversos trabalhos e ofícios que foram fundamentais na formação da identidade de São Carlos ao longo do tempo.

## Histórico
O Museu de São Carlos foi criado em 1951 por meio da Lei n° 1.486  e inaugurado em 1957 em comemoração ao centenário da cidade com o nome de “Museu e Patrimônio Histórico Municipal”, localizado no Antigo Fórum e Cadeia Municipal. Posteriormente, o museu passou a se chamar “Museu Histórico e Pedagógico Cerqueira César” por meio do Decreto Estadual n° 33.980, ao se espelhar nas ordenanças da lei. Durante esse tempo, esteve ocupando vários lugares na cidade, como a Câmara Municipal e a Casa da Cultura além de ter sido administrado pelo governo do Estado.
Em 1992, a instituição passou a ocupar o térreo da antiga estação ferroviária, em uma área de aproximadamente 912 m², na plataforma da Estação Ferroviária.
O objetivo do museu era organizar um acervo que contasse a história do município, mas com o tempo este objetivo foi se perdendo e a instituição passou a guardar acervos de diversas instituições da cidade e nem sempre referentes à história local.
Desde 2001 o Museu de São Carlos passou por inúmeras reformulações, incluindo a tentativa de consolidação documental administrativa, treinamento do corpo técnico para higienização, acondicionamento, catalogação, documentação e exposições.
Em 2012 por meio da Lei n° 16.284, a instituição passou a ser denominada “Museu São Carlos”, coordenada e gerida pela Fundação Pró-Memória de São Carlos.
Com base na Fundação Pró-Memória de São Carlos, responsável pela administração do Museu, tem sua data de origem no ano de 1993, surgiu através da Lei n° 10.655 e foi modificada por algumas leis posteriores. Tem o objetivo de zelar em relação a preservação e a divulgação do patrimônio, isto é, relacionado a história e cultura da cidade de São Carlos. Também consta com propósito de acumular, preservar, catalogar, investigar os itens materiais e imateriais, além de contar em seu acervo documentos da prefeitura e de particulares disponibilizados pelos próprios moradores. As exposições e oficinas são feitas pela Fundação.

## Sedes
O museu já funcionou nas seguinte sedes:
- 1950 - ?: Edifício Euclides da Cunha, antigo Fórum e Cadeia Municipal, atual Câmara;[6]
- 1990: Palacete Bento Carlos[7]
- 1990 - 1992: Porão da Casa da Cultura, atual Secretaria de Educação[8]
- 1992 - presente: prédio da Estação Ferroviária[8]

## Serviços
O Museu de São Carlos oferece visitas ao público, tanto escolares quanto aos visitantes interessados em conhecer o espaço, basta apenas entrar em contato com a administração para agendar uma visita.
Serviços
Quarta a Sexta: das 10h às 12h e das 14h às 17h.
Sábados: 10h às 16h.
Contatos
Telefone: (16) 3373-2700, ramal 216 – Setor Educativo.
E-mails: educativomsc@gmail.com ou museudesaocarlos@gmail.com.